# Процедурна пам'ять
Процедурна пам'ять - це підвид імпліцитної  пам'яті про те, як виконувати різні дії . Процедурна пам'ять керує процесами які ми виконуємо, і дуже часто залишається нижче рівня усвідомлення. При потребі процедурна пам'ять автоматично підвантажується і використовується для виконання інтегрованих процедур що включають як когнітивні, так і моторні навички, від зав'язування шнурівок до читання та керування літаком. Доступ до процедурної пам'ять не вимагає свідомого контролю чи будь-якої іншої уваги. Процедурна пам'ять - вид довготермінової пам'яті і більш точно - неявної пам'яті. Процедурна пам'ять записується через "процедурне навчання", або повторення складної послідовності дій знову і знову, поки нейросистема не зв'яжеться потрібним чином. Процедурна пам'ять дуже важлива в набутті людиною навичок.

## Зноски
1. ↑  C. Brown, Henry L. Roediger III, Mark A. McDaniel, Peter (2023). Make It Stick: The Science of Successful Learning (англійська) . с. 240. ISBN 978-617-7730-17-9.